# Lycodonomorphus inornatus
Serpent olive
Espèce
Synonymes
- Lamprophis inornatus Duméril, Bibron & Duméril, 1854
- Boodon infernalis Günther, 1858
- Pachyophis temporalis Werner, 1924

Statut de conservation UICN

 LC  : Préoccupation mineure
Lycodonomorphus inornatus, ou Serpent olive, est une espèce de serpents, de la famille des Lamprophiidae. 

## Répartition, habitat et écologie
Cette espèce se rencontre en Afrique du Sud et en Eswatini. C'est un serpent nocturne et généralement terrestre, que l'on rencontre dans les zones humides et autour des maisons.
Le serpent olive se nourrit de lézards, de petits rongeurs et d'autres serpents. Il est la proie de différents rapaces dont des circaètes et le Secrétaire, ainsi que d'autres serpents.

### Publication originale
- Duméril, Bibron & Duméril, 1854 : Erpétologie générale ou histoire naturelle complète des reptiles. Tome septième. Première partie, p. 1-780 (texte intégral).